# 丸善工業 (静岡県)
丸善工業株式会社（まるぜんこうぎょう）は、静岡県三島市に本社を置き、建設機械や梱包機器の製造を行っている企業である。
創業者の諏訪部伊作が東京の蒲田で設立した部品加工工場を起源とする。諏訪部は三島の出身で、地元の鍛冶屋で働いた後上京、石川島造船所で旋盤工をしていたが、1935年に独立して工場を建てた。1943年、空襲の激化により諏訪部は工場を出身地の三島に移し、当時三島にエンジン工場のあった中島飛行機の下請けとして航空機部品の製造を行っていた。
戦後は生活物資やミシンの製造も行っていたが、中島飛行機の下請け時代に得たエンジンの知識をもとに、1948年頃から二輪車の試作を開始した。技術にこだわる諏訪部は、車体、変速機、エンジンなどを全て自社で開発、完成車は国産メーカー各社が参戦するレースで参加初年は3位、翌年には1位から3位を独占した。一時は年間生産台数が1万台に達したが、過当競争により1954年、会社は倒産した。
しかしその数箇月後にイギリスから削岩機の注文が入り、諏訪部は親戚から資金を集め、1954年11月、丸善工業を設立した。このとき開発した削岩機がエンジン削岩機の国産第一号となった。
1958年には九州、札幌、仙台、東京、大阪など全国に営業所を開設、1967年には三島工業団地に新工場を完成させた。同じ1967年には削岩機の海外輸出を開始、1971年には輸出貢献企業として通商産業大臣から表彰された。削岩機以外にも業務を拡大し、1965年には安全自動車向けに自動車用ブレーキテスターを、1970年にはニチロ工業向けの自動梱包機の製造を開始した。このような業務の多角化は、二輪車事業での苦い経験を生かしたものであった。
1980年代以降は油圧を動力とした建設機械のシリーズ化を開始、1987年には国産初となる油圧式削岩機を発表した。こうした商品展開により、油圧ハンドブレーカーの分野では日本で90%の市場占有率を確保するにいたっている。